# Édouard Bornet

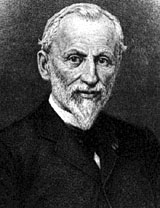
Jean-Baptiste Édouard Bornet

Jean-Baptiste Édouard Bornet (* 2. September 1828 in Guérigny; † 18. Dezember 1911 in Paris) war ein französischer Botaniker. Sein offizielles botanisches Autorenkürzel lautet „Bornet“.

## Leben und Wirken
Zu seinen Werken zählen Notes algologiques (1847–1880) und Études phycologiques (1878). Er trug unter anderem Bedeutendes zum Verständnis von Flechten und Rotalgen bei. 1882 war er Präsident der Société botanique de France.

## Ehrungen
Bornet war seit 1886 Mitglied der französischen Akademie der Wissenschaften. Im Jahr 1887 wurde er zum Mitglied der Leopoldina gewählt, im Jahr 1888 zum Mitglied der Königlich Schwedischen Akademie der Wissenschaften, 1891 zum Mitglied der Königlichen Gesellschaft der Wissenschaften in Uppsala, 1899 zum korrespondierenden Mitglied der Bayerischen und 1902 der Russischen Akademie der Wissenschaften. 1891 wurde ihm die Linné-Medaille der Linnean Society of London verliehen. 1893 wurde er in die American Academy of Arts and Sciences gewählt, 1901 in die National Academy of Sciences. 1910 wurde er als „Foreign Member“ in die Royal Society und 1911 als Mitglied in die American Philosophical Society aufgenommen.

## Schriften (Auswahl)
Bücher
- Notes algologiques recueil d’observations sur les algues. 2 Teile, Paris 1876–1880 – mit Gustave Thuret.
- Révision des Nostocacées hétérocystées contenues dans les principaux herbiers de France. Paris 1886–1888 (Digitalisat) – mit Charles Flahault.
- Les algues de P.-K.-A. Schousboe, récoltées au Maroc & dans la Méditerranée de 1815 à 1829, et déterminées […]. Paris 1892 (Digitalisat).

Zeitschriftenbeiträge
- Instructions sur la récolte, l’étude et la préparation des algues. In: Mémoires de la Société impériale des sciences naturelles de Cherbourg. Band 4, 1856, S. 163–196 (Digitalisat).
- Description de trois lichens nouveaux. In: Mémoires de la Société impériale des sciences naturelles de Cherbourg. Band 4, 1856, S. 225–234 (Digitalisat).